# James Learmonth Gowans
James Learmonth Gowans (Sheffield, 7 de maio de 1924) foi um médico britânico.
Recebeu a Medalha Real de 1976.